# Deadline.com
Deadline.com — американський вебсайт, що належить Penske Media Corporation, заснований Ніккі Фінке, новинний інтернет-журнал про телебачення і кіно. Сайт щодня публікує ексклюзивні розважальні новини.
Сайт був запущений на початку 2006 року під назвою Deadline Hollywood Daily колишнім автором Los Angeles Weekly Ніккі Фінке. Після зміни господаря назву було змінено на Deadline.com і в рамках розширення були додані новини не тільки Голлівуду, але і Нью-Йорка та Лондона.